# Ésta es mi Argentina
 Ésta es mi Argentina  es una película musical de Argentina filmada en Eastmancolor dirigida por Leo Fleider con textos de Cátulo Castillo que se estrenó el 2 de mayo de 1974 y que tuvo como actores principales a Aníbal Troilo y Juan Carlos Copes.

## Sinopsis
Paisajes de la Argentina acompañados con música y canciones.

## Reparto
- Aníbal Troilo
- Juan Carlos Copes
- Los Bombos de Fuego
- Luis Medina Castro… voz en off
- Mercedes Sosa… voz en off

## Comentarios
Riz en Mayoría escribió:

” (Leo Fleider) no llegó a conseguir el impacto necesario del color, del sonido y del texto para atrapar al espectador.”

Blanca Rébori en Clarín dijo:

“En verdad, lo que se informa apunta a la cosa pintoresca y no a un panorama descriptivo que colabora con la comprensión de la realidad.”

Manrupe y Portela escriben:

“Desfile de postales, mostrando el Carnaval de Corrientes, la Fiesta de la Vendimia, las Malvinas, Buenos Aires y otros paisajes. En el camino de Argentinísima pero aún más anodina.”